# Lycodryas carleti
Lycodryas carleti är en ormart som beskrevs av Domergue 1995. Lycodryas carleti ingår i släktet Lycodryas och familjen snokar.
Inga underarter finns listade i Catalogue of Life.
Arten förekommer i en liten region på sydöstra Madagaskar. Den lever i låglandet i regnskogar och i andra skogar. Individerna är vanligen nattaktiva. Honor lägger ägg.
Beståndet hotas av skogsavverkningar när jordbruksmark etableras samt av svedjebruk. IUCN listar arten som nära hotad (NT).